# Vetiveriarot
Vetiveriarot, lat. radix vetiveriae, kallas de vitgråa, smala, vågiga, flerböjda, vanligen hoptrasslade, svagt knutiga rotstockarna av
Andropogon squarrosus, som har stark aromatisk lukt, något erinrande om rosenlukt, blandad med patschuli, samt värmande, kryddartad och något bitter smak. Detta välluktande gräs skiljer sig genom små mjuka taggar från samarterna. Det förekommer i Indien, där man av rotstockarna flätar fönsterskärmar, vilka bestänks med vatten och sålunda genom avdunstningen sprider på en gång svalka och vällukt. I medicinen har "khus-khus" (dvs vetiveriarot) använts som svettdrivande och "omstämmande" naturläkemedel. Jfr ivarancusarot och vetiveriaolja.